# Dimerocostus strobilaceus
Dimerocostus strobilaceus là một loài thực vật có hoa trong họ Costaceae. Loài này được Kuntze mô tả khoa học đầu tiên năm 1891.